# Wijnbouw in Zimbabwe
Wijnbouw in Zimbabwe is ondanks de tropische ligging, toch mogelijk doordat het op een koeler hoog geografisch plateau in het noordoosten van dat land plaatsvindt.
De eerste druivenstokken in Zimbabwe werden aangeplant in de jaren veertig. Begin jaren tachtig waren er een honderdtal druiventelers die aan de wijnindustrie konden leveren. Door politieke onrust is de wijnbouw sinds de eeuwwisseling vrijwel geheel in het slop geraakt.
Nu, aan het begin van de 21e eeuw, is er nog 600 hectare aan wijngaarden aanwezig, verdeeld over enkele bedrijven. Veel wijnboeren die voorheen in Zimbabwe waren gevestigd zijn naar Zuid-Afrika uitgeweken omdat zij werden onteigend of verjaagd door toedoen van de regering.
Ondanks het niet zo heel geschikte klimaat, microklimaat en vele ziektes in de wijngaarden, is het wel mogelijk om met moderne technieken en oenologie redelijke wijnen te maken. Vanwege de minimale neerslag wordt er veel geïrrigeerd.
De wijnbouwgebieden liggen bij de steden Marondera en Odzi ten zuidoosten van de hoofdstad Harare en in het midden/zuidoosten bij de steden Gweru en Bulawayo.
Droge witte wijn wordt veelal gevinificeerd van de druiven Chenin blanc, Colombard, Clairette en Riesling. Ook is er zoete witte wijn van Muscat en Muskaat van Alexandrië.

Voor de rode wijn wordt Cabernet sauvignon, Merlot, Pinotage en Cinsault gebruikt.

Er wordt ook rosé- en zelfs mousserende wijn gemaakt.
Mukumbi is een traditionele Zimbabwaanse wijn door de Shona bereid uit een vrucht genaamd Mapfura.